# Acanthinula spinifera
Acanthinula spinifera é uma espécie de gastrópode  da família Valloniidae
É endémica das Canárias.